# Ane Brun
Ane Brun, de son vrai nom Ane Brunvoll, née à Molde le 10 mars 1976, est une autrice-compositrice-interprète norvégienne d'Indie folk. 

## Biographie
Ane Brun naît en Norvège le 10 mars 1976, à Molde. Elle est la fille de l'avocat Knut Anker Brunvoll et de la chanteuse de jazz et pianiste Inger Johanne Brunvoll. Sa sœur cadette est la chanteuse de folk et jazz Mari Kvien Brunvoll. Son frère aîné est le photographe Bjørn Brunvoll.
Elle quitte sa ville natale, Molde, en 1995 et passe les années suivantes entre Barcelone, Oslo et Bergen.
En 1998, à l'âge de vingt-deux ans, elle apprend qu'elle souffre de lupus érythémateux disséminé. Ce qui ne l'empêche pas l'année suivante, en 1999, de créer ses premières démos à Bergen.
En l'an 2000, elle déménage à Stockholm et fonde son propre label, DetErMine Records (ce qui en norvégien signifie « Ce sont mes enregistrements »). C'est là qu'elle débute ses enregistrements avec la chanteuse du groupe The Tiny, Ellekari Larsson. Son premier album Spending Time With Morgan reçoit un bon accueil et se voit distribué en Europe en 2003, année où il fait l'objet d'une sélection pour les récompenses suédoises de la musique "Manifest".
Elle joue dans plusieurs festivals : celui de Hultsfred et au Festival de Jazz de Molde en 2001 et 2005, celui de by:Larm en 2002 et 2005, ainsi qu'à un certain nombre de festivals en Suède et en Europe.
Elle lance en Europe son deuxième album A Temporary Dive en 2005. Après seulement trois semaines de distribution, il devient disque d'or en Norvège : elle est alors désignée meilleure artiste féminine aux Spellemannprisen 2005, sélectionnée comme meilleure artiste norvégienne aux MTV Europe Music Awards 2005. En septembre 2005, elle participe à la tournée de Keren Ann en Grande-Bretagne et à l'Olympia à Paris. En novembre sort Duets, composé de dix duos avec différents artistes. La chanson Lift Me, avec le groupe norvégien Madrugada, connaît un véritable succès et remporte la palme du classement de l'année du meilleur hit. Les autres duos de cet album sont formés avec divers artistes : Teitur, Tobias Fröberg, Liv Widell, Wendy McNeill, Ron Sexsmith, Syd Matters, Tingsek, Ellekari Larsson fra The Tiny et Lars Bygden. En décembre, elle joue en première partie de A-Ha à Londres au stade de Wembley. Elle commence l'année 2006 en tête du classement pop du prix Alarmprisen 2006 (no) avec A Temporary Dive.
Artiste prolifique, Ane Brun sort ensuite les albums Live In Scandinavia en 2007, Sketches et Changing of the Seasons en 2008 et Live at Stokholm Concert Hall en 2009.
En 2009, son titre This Voice est utilisé pour le générique de début du thriller Inside (From Within) de Phedon Papamichael. Ane Brun a également signé des bandes sonores pour des films et des séries, notamment pour : Breaking Bad, Bones, Wallander : Enquêtes criminelles ou Si je reste de R.J. Cutler (en).

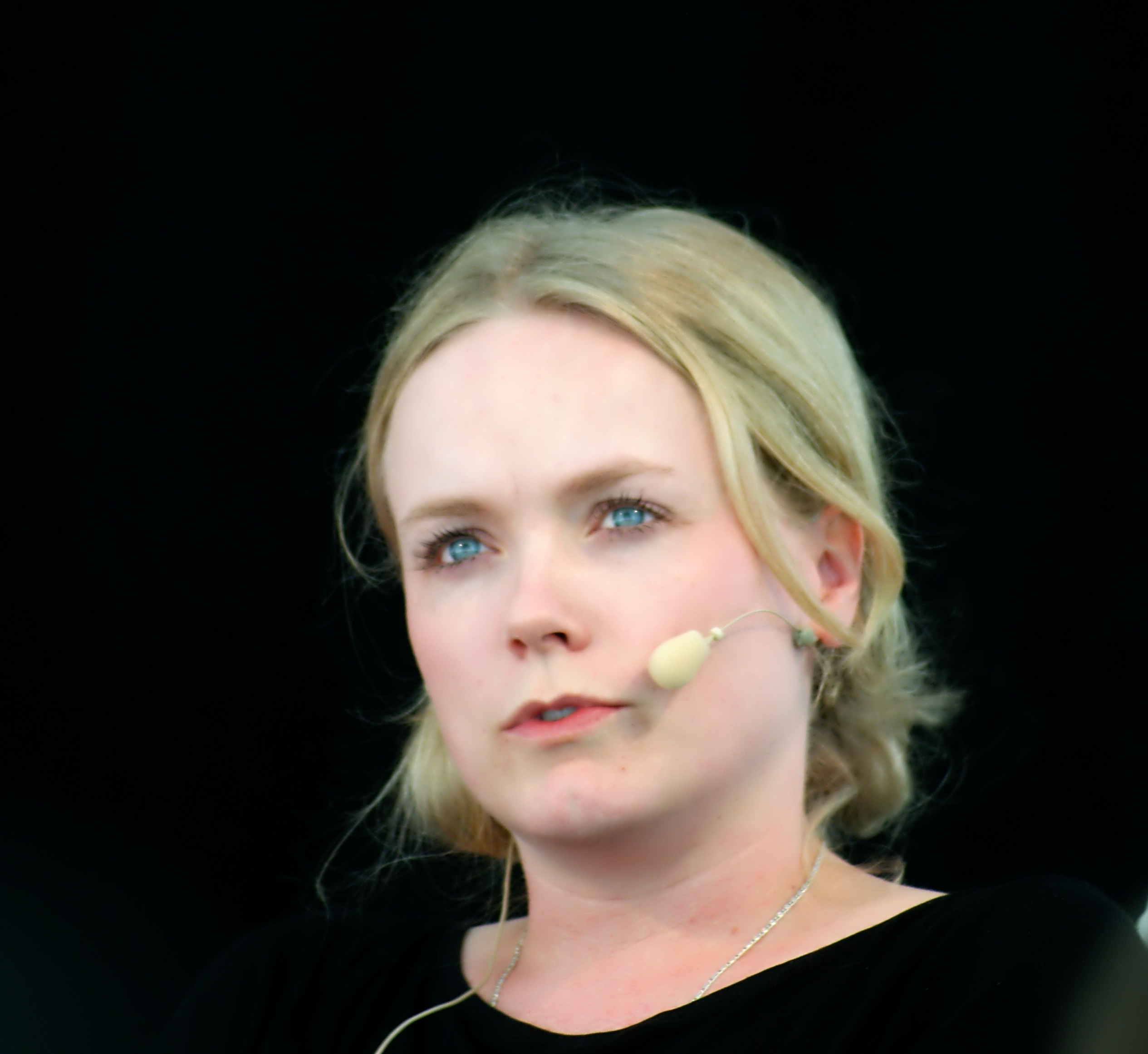
Ane Brun au festival de la culture à Stockholm (2010)

En mars 2010, elle accompagne Peter Gabriel lors de sa tournée orchestrale New Blood Tour.
En 2011 sort son album suivant, It All Starts With One,. Elle révèle alors que la chanson qui ouvre cet album, « These Days », évoque son rapport au lupus dont elle souffre, tandis que sa chanson « The Fight Song » avait déjà été écrite lors d'un de ses séjours à l'hôpital en 2005. Sa maladie l'oblige en 2012 à annuler une tournée en Amérique du Nord en compagnie de Peter Gabriel. 
En octobre 2012, elle publie en ligne une reprise d'une chanson de Depeche Mode, Fly on the Windscreen, coproduite avec Vince Clarke, ancien membre du groupe. En 2013, elle rassemble dans son album Rarities des chansons éparses enregistrées sans avoir encore fait l'objet d'un album. En septembre 2015, elle sort son septième album studio : When I'm Free,,. Le huitième, Leave Me Breathless, sort deux ans après, en 2017,.

## Discographie
Singles
- 2003 : Are They Saying Goodbye
- 2003 : Humming One of Your Songs
- 2004 : I Shot My Heart
- 2005 : Lift Me en duo avec Madrugada

EPs
- 2001 : What I Want
- 2001 : Wooden Body
- 2004 ; My Lover Will Go
- 2004 : Do you Remember[17]

Albums studio
- 2003 : Spending Time with Morgan
- 2005 : A Temporary Dive
- 2005 : Duets
- 2008 : Changing Of The Seasons
- 2008 : Sketches
- 2011 : It All Starts With One
- 2015 : When I'm Free
- 2017 : Leave Me Breathless
- 2020 : After The Great Storm
- 2021 : How Beauty Holds the Hand of Sorrow
- 2022 : Nærmere
- 2023 : Portrayals

Albums live
- 2007 : Live in Scandinavia
- 2009 : Live at Stockholm Concert Hall Album/DVD
- 2018 : Live at Berwaldhallen

Compilations
- 2013 : Rarities
- 2013 : Songs 2003-2013

Apparitions
- 2011 : New Blood de Peter Gabriel sur Don't Give Up
- 2012 : Live Blood de Peter Gabriel sur Don't Give Up
- 2015 : Can't Stop Playing (Makes Me High) de Dr. Kucho! & Gregor Salto
- 2015 : To Let Myself Go de The Avener
- 2020 : When I Let Go (Live in Oslo) de Fay Wildhagen
- 2024 : My Name de Aurora sur What Happened to the Heart?

## Source
- (no) Cet article est partiellement ou en totalité issu de l’article de Wikipédia en norvégien intitulé « Ane Brun » (voir la liste des auteurs).